# Объединённые арабские силы быстрого реагирования
Объединённые арабские силы быстрого реагирования — предполагаемый военно-политический блок, объединяющий некоторые страны Ближнего востока.

## Цели и задачи
Арабские силы должны стать инструментом, нацеленным на совместное противостояние терроризму, защиту национальной безопасности арабских стран, проведение миротворческих операций в регионе.

## История
В феврале 2015 года президент Египта Абдель Фаттах ас-Сиси выдвинул идею создать совместную арабскую армию.
29 марта 2015 года на 26 сессии Лиги арабских государств, главы стран участниц организации договорились о создании единых региональных вооружённых сил для совместного противодействия угрозам в сфере безопасности.
23 мая было объявлено, что объединённые арабские силы быстрого реагирования будут созданы к концу июня 2015 года.
27 августа главы МИД и министры обороны стран-членов Лиги арабских государств (ЛАГ) планировали подписать протокол о формировании арабских вооружённых сил, однако некоторые члены попросили перенести подписание. Протокол подписан не был.
По состоянию на 2023 год никакие объединённые арабские силы созданы не были.

## Участие в конфликтах
Ливия ещё до создания сил реагирования заявила о том, что после решения о формировании совместных сил сразу обратится за помощью для подавления на ливийской территории террористических группировок во главе с «Исламским государством».

## Численность состава
Предполагается, что силы реагирования ЛАГ будут представлять 40-тысячную военную группировку. У коллективных сил будут свои коллективные ВВС с личным составом от 500 до 1000 человек. До 5000 человек будут в подчинении военно-морского командования и ещё около 35 000 — сухопутные силы, включая силы специального назначения.

## Члены
- Бахрейн
- Египет
- Саудовская Аравия
- Иордания
- Марокко
- Объединённые Арабские Эмираты
- Оман
- Судан
- Катар
- Кувейт
- Тунис